# Nowmandān
Nowmandān (persiska: نومندان) är en bondby i Iran.   Den ligger i provinsen Gilan, i den nordvästra delen av landet, 300 km nordväst om huvudstaden Teheran. Nowmandān ligger 54 meter över havet och antalet invånare är 362.
Terrängen runt Nowmandān är varierad.  Närmaste större samhälle är Hashtpar, 16,8 km söder om Nowmandān. Trakten runt Nowmandān består till största delen av jordbruksmark.